# 藤野洵 おもしろ経済情報
藤野洵 おもしろ経済情報（ふじのまこと　おもしろけいざいじょうほう）は、アール・エフ・ラジオ日本とラジオ関西で毎週日曜日に放送されていた経済解説番組である。
元々2003年5月ごろからエコノミスト・藤野洵（ふじの・まこと）がパーソナリティーを務める「藤野洵 おもしろ経済百科」と題して20分番組（近畿はラジオ大阪にネット）で放送されたものを同年7月から入や萬成証券単独提供の30分番組としてリニューアルし、近畿でのネット局もラジオ関西に変更した。
2004年度は藤野と東洋大学助教授・白石真澄がパーソナリティーに加わり2名が隔週で担当する形になったが、2005年度から再び藤野1人での担当になった。毎回エコノミスト、あるいは経済の表舞台で活躍する企業のトップなどをゲストに招き、最近の経済事情について鋭いメスを入れながら判りやすく解説する。

## 放送時間
- アール・エフ・ラジオ日本　毎週日曜7:30～8:00
- ラジオ関西　毎週日曜8:15～8:45